# Nana Mouskouri
Nana Mouskouri (græsk: Nάνα Μούσχουρη, født Iōánna Moúschouri græsk: Ιωάννα Μούσχουρη) født 13. oktober 1934 i Chania) er en græsk sanger, som har solgt mere end 350 millioner album i hele verden.
Hun har indspillet sange på mange sprog, blandt andet: græsk, fransk, engelsk, tysk, hollandsk, italiensk, spansk, portugisisk, kinesisk, hebraisk og tyrkisk.
Nana Mouskouri blev valgt til talsmand for UNICEF i 1993 og valgt til EU parlamentet som græsk representant fra 1994 - 1999.

## Diskografi
- Epitaphios (1960)
- Nana Mouskouri Canta canciones populares griegas (1960)
- I megales epitichies tis Nanas Mouskouris (Η μεγάλες επιτυχίες της Νάνας Μούσχουρης) (1961)
- Ta prota mas tragoudia (Τα πρώτα μας τραγούδια) (1961)
- Weiße Rosen aus Athen / The White Rose of Athens (1961)
- Greece, Land of Dreams (1962)
- The Girl from Greece (1962)
- Roses Blanches de Corfu (1962)
- Ce Soir à Luna Park (1962)
- Crois-moi ça durera (1962)
- Un homme est venu (1963)
- Sings Greek Songs-Never on Sunday (1963)
- Au Feu! (1964)
- Celui que j'aime (1964)
- Ich Schau Den Weissen Wolken Nach (1964)
- The Voice of Greece (1964)
- Chante en Grec (1965)
- Nana Mouskouri et Michael Legrand (1965)
- Griechische Gitarren mit Nana Mouskouri (1965)
- Nana Mouskouri in Italia (1965)
- Nana's Choice (1965)
- Nana Sings (1965)
- An Evening with Belafonte/Mouskouri (1966)
- Le Cœur trop tendre (1966)
- Strasse der hunderttausend Lichter (1966)
- Nana Mouskouri in Paris (1966)
- In Italia (1966)
- Moje Najlepse grčke pesme -Yugoslavia- (1966)
- Pesme Moje zemlje -Yugoslavia- (1966)
- Un Canadien Errant (1967)
- Un souvenir du congrès (1967)
- Nana Mouskouri à l'Olympia (1967)
- Showboat (1967)
- Chants de mon pays (1967)
- Singt Ihre Grossen Erfolge (1967)
- Le Jour où la Colombe (1967)
- Nana (1968)
- What Now My Love (1968)
- Une soirée avec Nana Mouskouri (1969)
- Dans le soleil et dans le vent (1969)
- Over and Over (1969)
- The Exquisite Nana Mouskouri (1969)
- Mouskouri International (1969)
- Grand Gala (1969)
- Verzoekprogramma (1969)
- Le Tournesol (1970)
- Nana Recital 70 (1970)
- Nana Sings Hadjidakis (Νάνα τραγουδά Μάνο Χατζιδάκη) (1970)
- Turn On the Sun (1970)
- Bridge Over Troubled Water (1970)
- My Favorite Greek Songs (1970)
- Song for Liberty (1970)
- After Midnight (1971)
- A Touch of French (1971)
- Love Story (1971)
- Pour les enfants (1971)
- Comme un soleil (1971)
- A Place in My Heart (1971)
- Chante la Grèce (1972)
- Lieder meiner Heimat (1972)
- Xypna Agapi mou (1972)
- Christmas with Nana Mouskouri (1972)
- British Concert (1972)
- Une voix... qui vivent du coeur (1972)
- Spiti mou spitaki mou (1972)
- Presenting... Songs from Her TV Series (1973)
- Vieilles Chansons de France (1973)
- Chante Noël (1973)
- Day is Done (1973)
- An American Album (1973)
- Spotlight on Nana Mouskouri (1973)
- Nana Mouskouri au Théâtre des Champs-Elysées (1974)
- Que je sois un ange... (1974)
- Nana's Book of Songs (1974)
- The Most Beautiful Songs (1974)
- Adieu mes amis (1974)
- Le temps des cerises (1974)
- If You Love me (1974)
- The Magic of Nana Mouskouri (1974)
- Sieben Schwarze Rosen (1975)
- Toi qui t'en vas (1975)
- Träume sind Sterne (1975)
- At the Albert Hall (1975)
- Quand tu chantes (1976)
- Die Welt ist voll Licht (1976)
- Eine Welt voll Musik (1976)
- Lieder die mann nie vergisst (1976)
- Nana in Holland (1976)
- Songs of the British Isles (1976)
- Love Goes On (1976)
- Quand Tu Chantes (1976)
- An Evening with Nana Mouskouri (1976)
- Ein Portrait (1976)
- La Récréation (1976)
- Passport (1976)
- The Three Bells (1976)
- Une Voix (1976)
- Alleluia (1977)
- Glück ist wie ein Schmetterling (1977)
- Star für Millionen (1977)
- Geliebt und bewundert (1977)
- Lieder, die die Liebe schreibt (1978)
- Nouvelles chansons de la Vieille France (1978)
- Les Enfants du Pirée (1978)
- À Paris (1979)
- Roses & Sunshine (1979)
- Even Now (1979)
- Vivre au Soleil (1979)
- Sing dein Lied (1979)
- Kinderlieder (1979)
- Come with Me (1980)
- Vivre avec toi (1980)
- Die stimme in concert (1980)
- Wenn ich träum (1980)
- Alles Liebe (1981)
- Je Chante Avec Toi, Liberté (1981)
- Ballades (1982)
- Farben (1983)
- Quand on revient (1983)
- When I Dream (1983)
- La Dame de Cœur (1984)
- Athina (1984)
- Live at Herod Atticus (1984)
- Nana (1984)
- I endekati entoli (1985)
- Ma Vérité (1985)
- Alone (1985)
- Libertad (1986)
- Liberdade (1986)
- Kleine Wahrheiten (1986)
- Tu m'oublies (1986)
- Why Worry? (1986)
- Only Love (1986)
- Love Me Tender (1987)
- Con tutto il cuore (1987)
- Tierra Viva (1987)
- Du und Ich (1987)
- Par Amour (1987)
- Classique (1988)
- A Voice from the Heart (1988)
- The Magic of Nana Mouskouri (1988)
- Concierto en Aranjuez (1989)
- Tout Simplement 1&2 (1989)
- Nana Mouskouri Singt die schönsten deutschen Weihnachtslieder (1989)
- Taxidotis (1990)
- Gospel (1990)
- Only Love: The Best of Nana Mouskouri (1991)
- Nuestras canciones 1 & 2 (1991)
- Am Ziel meiner Reise (1991)
- Côté Sud – Côté Cœur (1992)
- Hollywood (1993)
- Falling in Love Again: Great Songs from the Movies (1993)
- Dix mille ans encore (1994)
- Agapi in'i zoi (1994)
- Nur ein Lied (1995)
- Nana Latina (1996)
- Hommages (1997)
- Return to Love (1997)
- The Romance of Nana Mouskouri (1997)
- Concert for Peace (1998)
- Chanter la vie (1998)
- As Time Goes By (1999)
- The Christmas Album (2000)
- At Her Very Best (2001)
- Erinnerungen (2001)
- Songs the Whole World Loves (2001)
- Fille du Soleil (2002)
- Un Bolero Por Favor (2002)
- Ode to Joy (2002)
- The Singles+ (2002)
- Nana Swings: Live at Jazzopen Festival (2003)
- Ich hab'gelacht, ich hab'geweint (2004)
- L'Intégrale Collection (34 CD Box Set) (2004)
- A Canadian Tribute (2004)
- I'll Remember You (2005)
- Complete English Works Collection (17 CD Box Set) (2005)
- Moni Perpato (2006)
- Nana Mouskouri (Gold) (2 CD) (2006)
- Le Ciel est Noir – Les 50 plus belles chansons (3 CD) (2007)
- The Ultimate Collection (2007)
- Les 100 plus belles chansons (5 CD) (2007)
- 50 Hronia Tragoudia (50 Years of Songs) (2007)
- Alma Latina Todas sus grabaciones en español (5CD) (2008)
- The Best Of (Green Series) (2008)
- The Very Best Of (Readers Digest 4 CD-Box) (2008)
- The Ultimate Collection / In Asia (Taiwan) (2CD) (2008)
- The Greatest Hits: Korea Tour Edition (2 CD-Box) (2008)
- The Singer (2008)
- Nana Mouskouri – Best Selection (2009)
- Nana Sings (reissue) (2009)
- Nana Mouskouri: Les hits (2009)
- Meine Schönsten Welterfolge vol. 2 (2CD) (2009)
- Les n°1 de Nana Mouskouri (Edition Limitée) (2CD) (2009)
- La más completa colección (2009)
- Nana Mouskouri I (2009)
- Nana Mouskouri: Highlights 娜娜穆斯库莉:精选 (2010)
- As Time Goes By (Nana Mouskouri sings the Great Movie Themes) (reissue) (2010)
- The Danish Collection (reissue) (2010)
- Nana Jazz (2010)
- My 60's Favourites (2010)
- Mes Chansons de France (2010)
- Nana Around the World (2010)
- Ballads and Love Songs (2010)
- Nana Country (2010)
- Nana Mouskouri & Friends – Tragoudia apo Ellinika nisia (Songs from the Greek Islands) (2011)
- Nana Mouskouri & Friends – Rendez-vous (French version) (2011)
- Nana Mouskouri & Friends – Rendez-vous (German version) (2012)
- Nana Mouskouri & Friends – Rendez-vous (English version) (TBA)

## Eksterne links
- Wikimedia Commons har flere filer relateret til Nana Mouskouri